# Камбс (Пархим)
Камбс (њем. Cambs) општина је у њемачкој савезној држави Мекленбург-Западна Померанија. Једно је од 76 општинских средишта округа Пархим. Према процјени из 2010. у општини је живјело 706 становника. Посједује регионалну шифру (AGS) 13060009.

## Географски и демографски подаци
Камбс се налази у савезној држави Мекленбург-Западна Померанија у округу Пархим. Општина се налази на надморској висини од 32 метра. Површина општине износи 20,8 km². У самом мјесту је, према процјени из 2010. године, живјело 706 становника. Просјечна густина становништва износи 34 становника/km².